# Palazzo Molin a San Basegio
Palazzo Molin a San Basegio – budynek mieszkalny położony w Wenecji, w dzielnicy Dorsoduro nad Canale della Giudecca. Jest przykładem typowej XVI-wiecznej weneckiej kamienicy czynszowej.

## Historia
Palazzo Molin, pochodzący z 1553 roku, jest przykładem XVI-wiecznej kamienicy czynszowej. Jest położony na trapezoidalnej działce o powierzchni około 710 m² w obrębie Fondamenta delle Zattere, Campo San Basegio i Calle del Vento. Posiada niewielki wewnętrzny dziedziniec, zaprojektowany w celu zapewnienia dostępu powietrza i światła dziennego dla 6 apartamentów znajdujących się na każdej z 5 kondygnacji. Najdroższe były apartamenty wychodzące na południe, na Canale della Giudecca (52 dukaty), natomiast najtańsze te, wychodzące na plac San Basegio po stronie północnej (44 dukaty). Różnica w cenie wskazuje na położenie mieszkania w budynku i widok z niego. Charakterystyczna dla fasady budynku jest duża liczba wielosekcyjnych okien, zamkniętych  łukiem i ozdobionych kolumnami w porządku doryckim.